# UCI Europe Tour 2018

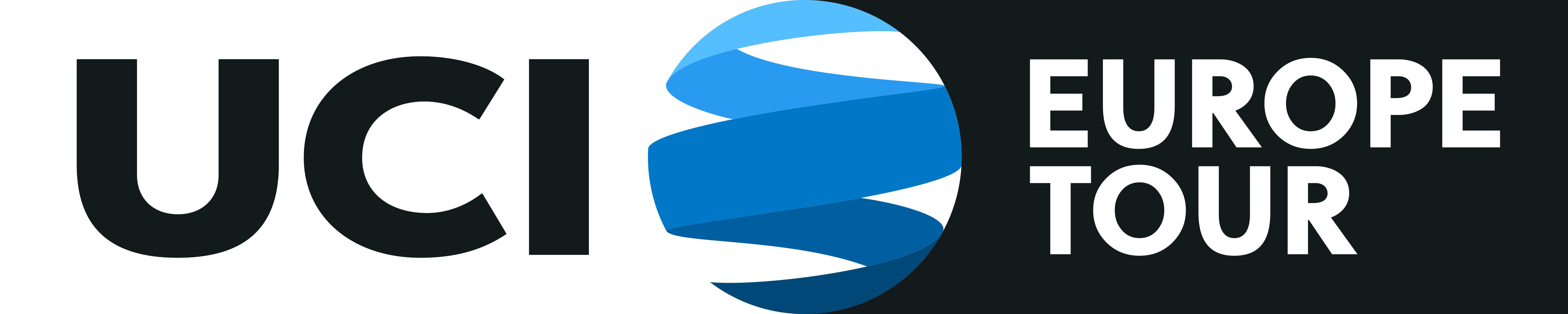

Die UCI Europe Tour 2018 war die 14. Austragung des zur Saison 2005 vom Weltradsportverband UCI eingeführten europäischen Straßenradsport-Kalenders für Männer unterhalb der UCI WorldTour, der zu den UCI Continental Circuits gehört.
Die Eintagesrennen und Etappenrennen der UCI Europe Tour sind in drei UCI-Kategorien (HC, 1 und 2) eingeteilt. Bei jedem Rennen werden Punkte für eine Gesamtwertung der Fahrer, Mannschaften und Nationen vergeben. An der Mannschaftswertung nehmen die Professional Continental Teams und die Continental Teams teil, nicht jedoch die startenden UCI WorldTeams. An der Nationenwertung nahmen nur die Nationen des Kontinents teil, gezählt werden aber die Ergebnisse aller Circuits.

Zu den Regeln der einzelnen Ranglisten: 

## Januar
| Datum  | Rennen                                      | Kat. | Sieger             | Team             |
| ------ | ------------------------------------------- | ---- | ------------------ | ---------------- |
| 25.    | Trofeo Felanitx-Ses Salines-Campos-Porreres | 1.1  | John Degenkolb     | Trek-Segafredo   |
| 26.    | Trofeo Pollença-Port de Andratx             | 1.1  | Tim Wellens        | Lotto Soudal     |
| 27.    | Trofeo Serra de Tramuntana                  | 1.1  | Toms Skujiņš       | Trek-Segafredo   |
| 28.    | Trofeo Playa de Palma                       | 1.1  | John Degenkolb     | Trek-Segafredo   |
| 29.    | Grand Prix d’Ouverture La Marseillaise      | 1.1  | Alexandre Geniez   | AG2R La Mondiale |
| 31.–4. | Étoile de Bessèges                          | 2.1  | Tony Gallopin      | AG2R La Mondiale |
| 31.–4. | Volta a la Comunitat Valenciana             | 2.1  | Alejandro Valverde | Movistar Team    |

## Februar
| Datum   | Rennen                | Kat. | Sieger             | Team                         |
| ------- | --------------------- | ---- | ------------------ | ---------------------------- |
| 8.–11.  | Tour La Provence      | 2.1  | Alexandre Geniez   | AG2R La Mondiale             |
| 10.     | Vuelta a Murcia       | 1.1  | Luis León Sánchez  | Astana Pro Team              |
| 11.     | Clásica de Almería    | 1.HC | Caleb Ewan         | Mitchelton-Scott             |
| 11.     | Trofeo Laigueglia     | 1.HC | Moreno Moser       | Italien                      |
| 14.–18. | Andalusien-Rundfahrt  | 2.HC | Tim Wellens        | Lotto Soudal                 |
| 14.–18. | Algarve-Rundfahrt     | 2.HC | Michal Kwiatkowski | Team Sky                     |
| 17.–18. | Tour du Haut-Var      | 2.1  | Jonathan Hivert    | Direct Énergie               |
| 18.     | GP Laguna             | 1.2  | Paolo Toto         | Sangemini-MG.Kvis Vega       |
| 18.     | GP Side               | 1.2  | Kirill Posdnjakow  | Synergy Baku Cycling Project |
| 22.–25. | Tour of Antalya       | 2.2  | Artjom Owetschkin  |                              |
| 24.     | Classic Sud Ardèche   | 1.1  | Romain Bardet      | AG2R La Mondiale             |
| 25.     | La Drôme Classic      | 1.1  | Lilian Calmejane   | Direct Énergie               |
| 25.     | GP Izola              | 1.2  | Dušan Rajović      | Adria Mobil                  |
| 25.     | Kuurne–Brüssel–Kuurne | 1.HC | Dylan Groenewegen  | Team Lotto NL-Jumbo          |
| 27.     | Le Samyn              | 1.1  | Niki Terpstra      | Quick-Step Floors            |
| 28.     | Trofej Umag           | 1.2  | Krister Hagen      | Team Coop                    |

## März
| Datum   | Rennen                                | Kat. | Sieger                  | Team                         |
| ------- | ------------------------------------- | ---- | ----------------------- | ---------------------------- |
| 2.–5.   | Tour of Mediterrennean                | 2.2  | Onur Balkan             | Torku Şekerspor              |
| 3.      | Poreč Trophy                          | 1.2  | Emils Liepins           | ONE Pro Cycling              |
| 4.      | International Rhodes Grand Prix       | 1.2  | Matteo Moschetti        | Polartec-Kometa              |
| 4.      | Grand Prix de la Ville de Lillers     | 1.2  | Jeremy Lecrcoq          | Vital Concept Cycling Club   |
| 4.      | Dwars door West-Vlaanderen            | 1.1  | Rémi Cavagna            | Quick-Step Floors            |
| 4.      | GP Industria & Artigianato            | 1.HC | Matej Mohorič           | Bahrain-Merida               |
| 8.–11.  | Istrian Spring Trophy                 | 2.2  | Krister Hagen           | Team Coop                    |
| 9.–11.  | International Tour of Rhodes          | 2.2  | Mirco Maestri           | Bardiani CSF                 |
| 11.     | Ronde van Drenthe                     | 1.HC | František Sisr          | CCC Sprandi Polkowice        |
| 11.     | Dorpenomloop Rucphen                  | 1.2  | Mikkel Bjerg            | Hagens Berman Axeon          |
| 11.     | Paris–Troyes                          | 1.2  | Adrien Petit            | Direct Énergie               |
| 11.     | Classica da Arrábida                  | 1.2  | Dmitri Strachow         | Lokosphinx                   |
| 11.     | GP Side                               | 1.2  | Stepan Astafyev         | Vino-Astana Motors           |
| 14.–18. | Volta ao Alentejo                     | 2.2  | Luis Mendonca           | Aviludo-Louletano-Uli        |
| 14.     | Nokere Koerse                         | 1.HC | Fabio Jakobsen          | Quick-Step Floors            |
| 16.     | Handzame Classic                      | 1.HC | Álvaro Hodeg            | Quick-Step Floors            |
| 18.     | Grand Prix de Denain                  | 1.HC | Kenny Dehaes            | WB Aqua Protect Veranclassic |
| 18.     | Popolarissima                         | 1.2  | Giovanni Lonardi        |                              |
| 19.–25. | Tour de Normandie                     | 2.2  | Thomas Stewart          | JLT Condor                   |
| 21.     | Driedaagse van De Panne-Koksijde      | 1.HC | Elia Viviani            | Quick-Step Floors            |
| 22.–25. | Settimana Internazionale              | 2.1  | Diego Rosa              | Team Sky                     |
| 22.–25. | Tour of Cartier                       | 2.2  | Cristian Raileanu       | Torku Şekerspor              |
| 24.     | Classic Loire-Atlantique              | 1.1  | Rasmus Christian Quaade | BHS-Almeborg Bornholm        |
| 25.     | Grand Prix Cholet-Pays de la Loire    | 1.1  | Thomas Boudat           | Direct Énergie               |
| 25.     | Classica Aldeias do Xisto             | 1.2  | Daniel Mestre           | Efapel                       |
| 29.–30. | Tour of Fatih Sultan Mehmet           | 2.2  | Ghalym Achmetow         | Astana City                  |
| 30.     | Route Adélie de Vitré                 | 1.1  | Silvan Dillier          | AG2R La Mondiale             |
| 31.–2.  | Le Triptyque des Monts et Chateaux    | 2.2U | Jasper Philipsen        | Hagens Berman Axeon          |
| 31.     | Volta Limburg Classic                 | 1.1  | Jan Tratnik             | CCC Sprandi Polkowice        |
| 31.     | Gran Premio Miguel Induráin           | 1.1  | Alejandro Valverde      | Movistar Team                |
| 31.     | Visegrád 4 Bicycle Race – GP Slovakia | 1.2  | Maciej Paterski         | Wibatech Merx 7R             |

## April
| Datum   | Rennen                                              | Kat.   | Sieger                 | Team                         |
| ------- | --------------------------------------------------- | ------ | ---------------------- | ---------------------------- |
| 1.      | La Roue Tourangelle                                 | 1.1    | Marc Sarreau           | Groupama-FDJ                 |
| 1.      | GP Adria Mobil                                      | 1.2    | Filippo Fortin         | Team Felbermayr Simplon Wels |
| 1.      | Trofeo Piva                                         | 1.2U   | Paolo Baccio           |                              |
| 2.      | Giro del Belvedere                                  | 1.2U   | Robert Stannard        | Mitchelton-BikeExchange      |
| 3.–6.   | Circuit Cycliste Sarthe                             | 2.1    | Guillaume Martin       | Wanty-Groupe Gobert          |
| 3.      | Gran Premio Palio del Recioto                       | 1.2U   | Stefan de Bod          | Dimension Data for Qhubeka   |
| 4.      | Scheldeprijs                                        | 1.HC   | Fabio Jakobsen         | Quick-Step Floors            |
| 7.      | Flandern-Rundfahrt (U23)                            | 1.Ncup | James Whelan           | Australien                   |
| 7.      | Trofeo Edil C                                       | 1.2U   | Alessandro Fedeli      | Trevigiani Phonix-Hemus 1896 |
| 6.–8.   | Circuit des Ardennes                                | 2.2    | Anthony Maldonado      | St. Michel-Auber 93          |
| 8.      | Klasika Primavera                                   | 1.1    | Andrey Amador          | Movistar Team                |
| 10.     | Paris–Camembert                                     | 1.1    | Lilian Calmejane       | Direct Énergie               |
| 11.–15. | Tour du Loir-et-Cher                                | 2.2    | Asbjørn Kragh Andersen | Team Virtu Cycling           |
| 11.     | Pfeil von Brabant                                   | 1.HC   | Tim Wellens            | Lotto Soudal                 |
| 13.–15. | Volta Internacional Cova da Beira                   | 2.1    | Dmitri Strachow        | Lokosphinx                   |
| 14.     | Tour du Finistère                                   | 1.1    | Jonathan Hivert        | Direct Énergie               |
| 14.     | ZLM Tour                                            | 1.Ncup | Matteo Moschetti       | Italien                      |
| 14.     | Lüttich–Bastogne–Lüttich Espoirs                    | 1.2U   | Joao Almeida           | Hagens Berman Axeon          |
| 15.     | Tro Bro Leon                                        | 1.1    | Christophe Laporte     | Cofidis, Solutions Crédits   |
| 16.–20. | Tour of the Alps                                    | 2.HC   | Thibaut Pinot          | Groupama-FDJ                 |
| 17.–22. | Kroatien-Rundfahrt                                  | 2.HC   | Kanstanzin Siuzou      | Bahrain-Merida               |
| 19.–22. | Tour of Mersin                                      | 2.2    | Eduard Worganow        | Minsk Cycling Club           |
| 20.–22. | Vuelta a Castilla y León                            | 2.1    | Rubén Plaza            | Israel Cycling Academy       |
| 21.–22. | Tour du Jura Cycliste                               | 2.2    | Carl Fredrik Hagen     | Team Joker Ipocal            |
| 21.     | Arno Wallaard Memorial                              | 1.2    | Joshua Huppertz        | Team Lotto–Kern Haus         |
| 21.     | Visegrád 4 Bicycle Race – Grand Prix Czech Republic | 1.2    | Alois Kankovsky        | Elkov-Author Cycling Team    |
| 22.     | Giro dell’Appennino                                 | 1.1    | Giulio Ciccone         | Bardiani CSF                 |
| 22.     | Visegrád 4 Bicycle Race – Grand Prix Polski         | 1.2    | Maciej Paterski        | Wibatech Merx 7R             |
| 22.     | Rutland-Melton International CiCLE Classic          | 1.2    | Gabriel Cullaigh       | Team Wiggins                 |
| 22.     | Trofeo Città di San Vendemiano                      | 1.2U   | Alberto Dainese        |                              |
| 25.–1.  | Tour de Bretagne                                    | 2.2    | Fabien Schmidt         |                              |
| 25.     | Gran Premio della Liberazione                       | 1.2U   | Alessandro Fedeli      | Trevigiani Phonix-Hemus 1896 |
| 27.–29. | Vuelta a Asturias                                   | 2.1    | Richard Carapaz        | Movistar Team                |
| 28.–29. | Belgrade-Banja Luka                                 | 2.1    | Gasper Katrasnik       | Adria Mobil                  |
| 28.–3.  | Carpathian Couriers Race                            | 2.2U   | Filip Maciejuk         |                              |
| 28.     | Himmerland Rundt                                    | 1.2    | Andre Looij            | Monkey Town Continental Team |
| 28.     | ZODC Zuidenveld Tour                                | 1.2    | Stef Krul              | SEG Racing Academy           |
| 29.–1.  | Toscana-Terra di Ciclismo Eroica                    | 2.2U   | Andrea Bagioli         |                              |
| 29.     | Paris-Mantes-en-Yvelines                            | 1.2    | Gianni Marchand        | Cibel-Cebon                  |
| 29.     | Skive–Løbet                                         | 1.2    | Rasmus Bogh Wallin     | Team ColoQuick               |

## Mai
| Datum   | Rennen                                       | Kat. | Sieger                | Team                             |
| ------- | -------------------------------------------- | ---- | --------------------- | -------------------------------- |
| 1.      | Eschborn-Frankfurt (U23)                     | 1.2U | Niklas Larsen         | Team Virtu Cycling               |
| 1.      | Memoriał Andrzeja Trochanowskiego            | 1.2  | Alois Kankovsky       | Elkov-Author Cycling Team        |
| 2.      | Memorial Romana Sieminskiego                 | 1.2  | Alois Kankovsky       | Elkov-Author Cycling Team        |
| 2.–6.   | Five Rings of Moscow                         | 2.2  | Alexei Prostokischin  |                                  |
| 3.–6.   | Tour de Yorkshire                            | 2.1  | Greg Van Avermaet     | BMC Racing Team                  |
| 3.–6.   | Rhône-Alpes Isère Tour                       | 2.2  | Stephan Rabitsch      | Team Felbermayr Simplon Wels     |
| 3.–6.   | Tour of Mesopotamia                          | 2.2  | Nazim Bakirci         | Torku Şekerspor                  |
| 4.–6.   | Vuelta a Madrid                              | 2.1  | Edgar Pinto           | Vito-Feirense-BlackJack          |
| 5.      | Sundvolden GP                                | 1.2  | Alexander Kamp        | Team Virtu Cycling               |
| 6.      | Circuito del Porto                           | 1.2  | Giovanni Lonardi      |                                  |
| 6.      | Ringerike GP                                 | 1.2  | Syver Wærsted         | Uno-X Norwegian Development Team |
| 6.      | Flèche Ardennaise                            | 1.2  | Cees Bol              | SEG Racing Academy               |
| 8.–13.  | 4 Jours de Dunkerque                         | 2.HC | Dimitri Claeys        | Cofidis, Solutions Crédits       |
| 9.–13.  | Fléche du Sud                                | 2.2  | Gianni Marchand       | Cibel-Cebon                      |
| 11.–13. | Vuelta a Aragón                              | 2.1  | Jaime Roson           | Movistar Team                    |
| 11.–13. | CCC Tour-Grody Piastowskie                   | 2.2  | Łukasz Owsian         | CCC Sprandi Polkowice            |
| 12.     | Scandinavian Race in Uppsala                 | 1.2  | Trond Trondsen        | Team Coop                        |
| 12.     | Ronde van Overijssel                         | 1.2  | Piotr Havik           | BEAT Cycling Club                |
| 12.     | Visegrád 4 Bicycle Race – Grand Prix Hungary | 1.2  | František Sisr        | CCC Sprandi Polkowice            |
| 13.     | Ronde van Noord-Holland                      | 1.2  | Julius van den Berg   | SEG Racing Academy               |
| 13.     | Grand Prix Criquielion                       | 1.2  | Lionel Taminiaux      | AGO-Aqua Service                 |
| 13.     | Gran Premio Industrie del Marmo              | 1.2U | Gregorio Ferri        |                                  |
| 16.–20. | Tour of Norway                               | 2.HC | Eduard Prades         | Euskadi Basque Country-Murias    |
| 16.–20. | Bałtyk-Karkonosze Tour                       | 2.2  | Philipp Walsleben     |                                  |
| 17.–20. | Ronde de l’Isard                             | 2.2U | Stephen Williams      | SEG Racing Academy               |
| 18.–20. | Tour de l’Ain                                | 2.1  | Arthur Vichot         | Groupama-FDJ                     |
| 18.–20. | Paris-Arras Tour                             | 2.2  | Stephan Rabitsch      | Team Felbermayr Simplon Wels     |
| 19.–23. | Albanien-Rundfahrt                           | 2.2  | Michele Gazzara       | Sangemini-MG.Kvis Vega           |
| 20.–27. | An Post Rás                                  | 2.2  | Luuc Bugter           | Delta Cycling Rotterdam          |
| 20.     | Grote Prijs Marcel Kint                      | 1.1  | Nacer Bouhanni        | Cofidis, Solutions Crédits       |
| 22.–24. | Tour des Fjords                              | 2.HC | Michael Albasini      | Mitchelton-Scott                 |
| 23.–27. | Belgien-Rundfahrt                            | 2.HC | Jens Keukeleire       | Lotto Soudal                     |
| 24.–26. | Gemenc Grand Prix                            | 2.2  | Rok Korošec           | My Bike-Stevens                  |
| 25.–26. | Tour of Estonia                              | 2.1  | Grzegorz Stępniak     | Wibatech Merx 7R                 |
| 25.–27. | Hammer Stavanger                             | 2.1  | Mitchelton-Scott      |                                  |
| 26.     | Grand Prix de Plumelec-Morbihan              | 1.1  | Andrea Pasqualon      | Wanty-Groupe Gobert              |
| 27.     | Boucles de l’Aulne                           | 1.1  | Kevin Le Cunff        | St. Michel-Auber 93              |
| 27.     | Circuit de Wallonie                          | 1.2  | Mikkel Frolich Honore | Team Virtu Cycling               |
| 27.     | Paris-Roubaix (U23)                          | 1.2U | Stan Dewulf           |                                  |
| 30.–3.  | Luxemburg-Rundfahrt                          | 2.HC | Andrea Pasqualon      | Wanty-Groupe Gobert              |
| 31.–3.  | Boucles de la Mayenne                        | 2.1  | Mathieu van der Poel  | Corendon-Circus                  |

## Juni
| Datum   | Rennen                                       | Kat.   | Sieger                | Team                             |
| ------- | -------------------------------------------- | ------ | --------------------- | -------------------------------- |
| 1.–3.   | Hammer Sportzone Limburg                     | 2.1    | Quick-Step Floors     |                                  |
| 1.–3.   | Szlakiem Walk Majora Hubala                  | 2.1    | Mateusz Taciak        | CCC Sprandi Polkowice            |
| 1.–3.   | Tour of Bihor - Bellotto                     | 2.2    | Iván Sosa             | Androni Giocattoli-Sidermec      |
| 1.–3.   | Grand Prix Priessnitz spa                    | 2.Ncup | Tadej Pogačar         | Slowenien                        |
| 2.      | Heistse Pijl                                 | 1.1    | Emils Liepins         | ONE Pro Cycling                  |
| 2.      | Horizon Park Race Maidan                     | 1.2    | Branislau Samojlau    | Minsk Cycling Club               |
| 2.      | Trofeo Alcide De Gasperi                     | 1.2    | Simone Ravanelli      | Biesse Carrera Gavardo           |
| 3.      | Gran Premio di Lugano                        | 1.1    | Hermann Pernsteiner   | Bahrain-Merida                   |
| 3.      | Horizon Park Race Classic                    | 1.2    | Branislau Samojlau    | Minsk Cycling Club               |
| 3.      | Coppa della Pace                             | 1.2    | Matteo Sobrero        | Dimension Data for Qhubeka       |
| 3.      | Memorial Philippe Van Coningsloo             | 1.2    | Gustav Höög           | Team Coop                        |
| 7.–10.  | Ronde de l’Oise                              | 2.2    | Henrik Evensen        | Team Joker Ipocal                |
| 7.      | Grosser Preis des Kantons Aargau             | 1.HC   | Alexander Kristoff    | UAE Team Emirates                |
| 8.–10.  | Tour of Małopolska                           | 2.2    | Amaro Antunes         | CCC Sprandi Polkowice            |
| 8.–10.  | Serbien-Rundfahrt                            | 2.2    | German Nicolas Tivani | Trevigiani Phonix-Hemus 1896     |
| 9.–16.  | Giro Ciclistico d’Italia                     | 2.2U   | Alexander Wlassow     | Nationalteam Russland            |
| 9.      | Dwars door de Vlaamse Ardennen               | 1.2    | Robby Cobbaert        | Cibel-Cebon                      |
| 10.     | Rund um Köln                                 | 1.1    | Sam Bennett           | Bora-hansgrohe                   |
| 10.     | Ronde van Limburg                            | 1.1    | Mathieu van der Poel  | Corendon-Circus                  |
| 10.     | Midden-Brabant Poort Omloop                  | 1.2    | Julius van den Berg   | SEG Racing Academy               |
| 13.–17. | Slowenien-Rundfahrt                          | 2.1    | Primož Roglič         | Team Lotto NL-Jumbo              |
| 14.–17. | Route d’Occitanie                            | 2.1    | Alejandro Valverde    | Movistar Team                    |
| 14.–17. | Oberösterreich-Rundfahrt                     | 2.2    | Stephan Rabitsch      | Team Felbermayr Simplon Wels     |
| 15.     | Dwars door het Hageland                      | 1.1    | Krists Neilands       | Israel Cycling Academy           |
| 16.     | Fyen Rundt                                   | 1.1    | Mads Pedersen         | Trek-Segafredo                   |
| 16.     | Memorial Grundmanna I Wizowskiego            | 1.2    | Łukasz Owsian         | CCC Sprandi Polkowice            |
| 17.     | Elfstedenronde                               | 1.1    | Adam Blythe           | Aqua Blue Sport                  |
| 17.     | GP Horsens                                   | 1.1    | Herman Dahl           | Team Joker Ipocal                |
| 17.     | Grand Prix Doliny Baryczy Milicz             | 1.2    | Kamil Malecki         | CCC Sprandi Polkowice            |
| 18.–21. | Tour of Mevlana                              | 2.2    | Onur Balkan           | Torku Şekerspor                  |
| 19.     | Halle–Ingooigem                              | 1.1    | Danny van Poppel      | Team Lotto NL-Jumbo              |
| 20.–24. | Adriatica Ionica Race                        | 2.1    | Iván Sosa             | Androni Giocattoli-Sidermec      |
| 21.–24. | Tour de Savoie Mont-Blanc                    | 2.2    | Riccardo Zoidl        | Team Felbermayr Simplon Wels     |
| 24.     | Paris–Chauny                                 | 1.1    | Ramon Sinkeldam       | Groupama-FDJ                     |
| 27.     | Internationale Wielertrofee Jong Maar Moedig | 1.2    | Jerome Baugnies       | Wanty-Groupe Gobert              |
| 30.     | Omloop Het Nieuwsblad (U23)                  | 1.2U   | Erik Nordsæter Resell | Uno-X Norwegian Development Team |

## Juli
| Datum   | Rennen                                         | Kat. | Sieger                 | Team                         |
| ------- | ---------------------------------------------- | ---- | ---------------------- | ---------------------------- |
| 4.–7.   | Course de la Solidarité Olympique              | 2.2  | Sylwester Janiszewski  | Wibatech Merx 7R             |
| 4.      | Trofeo Città di Brescia                        | 1.2  | Filippo Rocchetti      |                              |
| 5.–8.   | Sibiu Cycling Tour                             | 2.1  | Iván Sosa              | Androni Giocattoli-Sidermec  |
| 7.–14.  | Österreich-Rundfahrt                           | 2.1  | Ben Hermans            | Israel Cycling Academy       |
| 7.      | Grote Prijs Jean-Pierre Monsére                | 1.1  | Andre Looij            | Monkey Town Continental Team |
| 8.      | Grand Prix Albert Fauville-Baulet              | 1.2  | Aksel Nõmmela          | BEAT Cycling Club            |
| 8.      | Giro del Medio Brenta                          | 1.2  | Alexander Jewtuschenko | Lokosphinx                   |
| 8.      | Grand Prix de la Ville de Nogent-sur-Oise      | 1.2  | Julien Antomarchi      | Roubaix Lille Métropole      |
| 12.–15. | Troféu Joaquim Agostinho                       | 2.2  | José Neves             | W52-FC Porto                 |
| 12.–15. | Giro della Valle d’Aosta                       | 2.2U | Wadim Pronski          | Astana City                  |
| 13.     | Europameisterschaften – Einzelzeitfahren (U23) | CC   | Edoardo Affini         | Italien                      |
| 15.     | Europameisterschaften – Straßenrennen (U23)    | CC   | Marc Hirschi           | Schweiz                      |
| 18.–22. | Grande Premio de Portugal N2                   | 2.2  | Raul Alarcon           | W52-FC Porto                 |
| 22.     | Grand Prix de la ville de Pérenchies           | 1.2  | Kenny Dehaes           | WB Aqua Protect Veranclassic |
| 22.     | V4 Special Series Debrecen-Ibrany              | 1.2  | Peter Kusztor          | My Bike-Stevens              |
| 25.–28. | Dookoła Mazowsza                               | 2.2  | Szymon Sajnok          | CCC Sprandi Polkowice        |
| 25.     | Prueba Villafranca de Ordizia                  | 1.1  | Robert Power           | Mitchelton-Scott             |
| 26.     | Grand Prix Pino Cerami                         | 1.1  | Peter Kennaugh         | Bora-hansgrohe               |
| 28.–1.  | Tour de Wallonie                               | 2.HC | Tim Wellens            | Lotto Soudal                 |
| 28.–30. | Kreiz Breizh Elites                            | 2.2  | Damien Touze           | St. Michel-Auber 93          |
| 29.     | Grand Prix Kranj                               | 1.2  | Daniel Auer            | WSA Pushbikers               |
| 31.     | Circuito de Getxo                              | 1.1  | Alex Aranburu          | Caja Rural-Seguros RGA       |

## August
| Datum   | Rennen                                   | Kat.   | Sieger               | Team                         |
| ------- | ---------------------------------------- | ------ | -------------------- | ---------------------------- |
| 1.–5.   | Dänemark-Rundfahrt                       | 2.HC   | Wout van Aert        | Vérandas Willems-Crelan      |
| 1.–12.  | Portugal-Rundfahrt                       | 2.1    | Raul Alarcon         | W52-FC Porto                 |
| 1.–5.   | Tour Alsace                              | 2.2    | Geoffrey Bouchard    |                              |
| 3.–12.  | Tour de la Guadeloupe                    | 2.2    | Boris Carene         |                              |
| 4.      | Kalmar Grand Prix                        | 1.2    | Gustav Höög          | Team Coop                    |
| 5.      | Polynormande                             | 1.1    | Pierre-Luc Perichon  | Team Fortuneo-Samsic         |
| 5.      | Antwerpse Havenpijl                      | 1.2    | Tibo Nevens          |                              |
| 7.–11.  | Burgos-Rundfahrt                         | 2.HC   | Iván Sosa            | Androni Giocattoli-Sidermec  |
| 7.–11.  | Tour of Szeklerland                      | 2.2    | Nicolae Tanovitchii  | Team Novak                   |
| 8.      | Europameisterschaften – Einzelzeitfahren | CC     | Victor Campenaerts   | Belgien                      |
| 9.–12.  | Czech Cycling Tour                       | 2.1    | Riccardo Zoidl       | Team Felbermayr Simplon Wels |
| 11.     | Slag om Norg                             | 1.1    | Jan-Willem van Schip | Roompot-Nederlandse Loterij  |
| 11.     | Memoriał Henryka Łasaka                  | 1.2    | Mateusz Grabis       | Voster Uniwheels Team        |
| 12.     | Puchar Uzdrowisk Karpackich              | 1.2    | Maciej Paterski      | Wibatech Merx 7R             |
| 12.     | Gran Premio di Poggiana                  | 1.2U   | Robert Stannard      |                              |
| 12.     | Europameisterschaften – Straßenrennen    | CC     | Matteo Trentin       | Italien                      |
| 14.–19. | Tour de Hongrie                          | 2.1    | Manuel Belletti      | Androni Giocattoli-Sidermec  |
| 15.–18. | Tour du Limousin                         | 2.1    | Nicolas Edet         | Cofidis, Solutions Crédits   |
| 16.–19. | Arctic Race of Norway                    | 2.HC   | Sergei Tschernezki   | Astana Pro Team              |
| 16.     | Gran Premio Capodarco                    | 1.2U   | Einer Augusto Rubio  |                              |
| 17.–26. | Tour de l’Avenir                         | 2.Ncup | Tadej Pogačar        | Slowenien                    |
| 18.     | Minsk Cup                                | 1.2    | Maciej Paterski      | Wibatech Merx 7R             |
| 19.     | Grand Prix Minsk                         | 1.2    | Nikolaj Schumow      | Minsk Cycling Club           |
| 21.–24. | Tour du Poitou-Charentes                 | 2.1    | Arnaud Demare        | Groupama-FDJ                 |
| 21.     | GP Stad Zottegem                         | 1.1    | Jerome Baugnies      | Wanty-Groupe Gobert          |
| 21.     | Grand Prix des Marbriers                 | 1.2    | Jon Mould            | JLT Condor                   |
| 22.     | Arnhem–Veenendaal Classic                | 1.1    | Dylan Groenewegen    | Team Lotto NL-Jumbo          |
| 23.–26. | Deutschland Tour                         | 2.1    | Matej Mohorič        | Bahrain-Merida               |
| 23.–26. | Baltic Chain Tour                        | 2.2    | Emils Liepins        | Lettland                     |
| 24.     | Great War Remembrance Race               | 1.1    | Mihkel Räim          | Israel Cycling Academy       |
| 25.     | Omloop Mandel Leie-Schelde Meulebeke     | 1.1    | Wouter Wippert       | Roompot-Nederlandse Loterij  |
| 26.     | Schaal Sels                              | 1.1    | Timothy Dupont       | Wanty-Groupe Gobert          |
| 26.     | Ronde van Midden-Nederland               | 1.2    | Casper von Folsach   | Team ColoQuick               |
| 26.     | Kroatien-Slowenien                       | 1.2    | Dušan Rajović        | Adria Mobil                  |
| 29.     | Druivenkoers                             | 1.1    | Xandro Meurisse      | Wanty-Groupe Gobert          |
| 31.     | Hafjell Grand Prix                       | 1.2    | Martin Toft Madsen   | BHS-Almeborg Bornholm        |

## September
| Datum   | Rennen                                   | Kat. | Sieger                                     | Team                            |
| ------- | ---------------------------------------- | ---- | ------------------------------------------ | ------------------------------- |
| 1.      | Brussels Cycling Classic                 | 1.HC | Pascal Ackermann                           | Bora-hansgrohe                  |
| 1.      | Lillehammer Grand Prix                   | 1.2  | Alexander Kamp                             | Team Virtu Cycling              |
| 2.–9.   | Tour of Britain                          | 2.HC | Julian Alaphilippe                         | Quick-Step Floors               |
| 2.      | Grand Prix de Fourmies                   | 1.HC | Pascal Ackermann                           | Bora-hansgrohe                  |
| 2.      | Antwerp Port Epic                        | 1.1  | Guillaume Van Keirsbulck                   | Wanty-Groupe Gobert             |
| 2.      | Gylne Gutuer Grand Prix                  | 1.2  | Jasper Philipsen                           | Hagens Berman Axeon             |
| 5.–9.   | Okolo Jižních Čech                       | 2.2  | Michael Kukrle                             | Elkov-Author Cycling Team       |
| 6.–8.   | Giro della Regione Friuli Venezia Giulia | 2.2  | Tadej Pogačar                              | Ljubljana Gusto Xaurum          |
| 9.      | Tour du Doubs                            | 1.1  | Julien Simon                               | Cofidis, Solutions Crédits      |
| 9.      | Chrono Champenois                        | 1.2  | Martin Toft Madsen                         | BHS-Almeborg Bornholm           |
| 11.–16. | Olympia’s Tour                           | 2.2U | Julius Johansen                            | Team ColoQuick                  |
| 12.–16. | Slowakei-Rundfahrt                       | 2.1  | Julian Alaphilippe                         | Quick-Step Floors               |
| 14.–16. | Tour of Cappadocia                       | 2.2  | Alexander Ovysannikov                      | Vino-Astana Motors              |
| 12.     | Grand Prix de Wallonie                   | 1.1  | Jasper Stuyven                             | Trek-Segafredo                  |
| 14.     | Kampioenschap van Vlaanderen             | 1.1  | Dylan Groenewegen                          | Team Lotto NL-Jumbo             |
| 15.     | Grote Prijs Impanis-Van Petegem          | 1.HC | Taco van der Hoorn                         | Roompot-Nederlandse Loterij     |
| 15.     | Coppa Agostoni                           | 1.1  | Gianni Moscon                              | Team Sky                        |
| 16.     | Coppa Bernocchi                          | 1.1  | Sonny Colbrelli                            | Bahrain-Merida                  |
| 16.     | Grote Prijs Jef Scherens                 | 1.1  | Jasper Stuyven                             | Trek-Segafredo                  |
| 16.     | Raiffeisen Grand Prix                    | 1.2  | Maciej Paterski                            | Wibatech Merx 7R                |
| 19.–23. | Rumänien-Rundfahrt                       | 2.2  | Serghei Tvetcov                            | Nationalmannschaft Rumänien     |
| 19.     | Giro della Toscana                       | 1.1  | Gianni Moscon                              | Team Sky                        |
| 19.     | Omloop van het Houtland                  | 1.1  | Jonas Vangenechten                         | Vital Concept Cycling Club      |
| 20.     | Coppa Sabatini                           | 1.1  | Juan José Lobato                           | Nippo-Vini Fantini-Europa Ovini |
| 22.     | Tour de l’Eurométropole                  | 1.HC | Mads Pedersen                              | Trek-Segafredo                  |
| 22.     | Memorial Marco Pantani                   | 1.1  | Davide Ballerini                           | Androni Giocattoli-Sidermec     |
| 23.     | Gooikse Pijl                             | 1.1  | Jordi Meeus                                | SEG Racing Academy              |
| 23.     | Trofeo Matteotti                         | 1.1  | Davide Ballerini                           | Androni Giocattoli-Sidermec     |
| 23.     | Grand Prix d’Isbergues                   | 1.1  | Philippe Gilbert                           | Quick-Step Floors               |
| 23.     | Duo Normand                              | 1.1  | Rasmus Christian Quaade Martin Toft Madsen | BHS-Almeborg Bornholm           |
| 25.     | Ruota d’Oro                              | 1.2U | Samuele Zoccarato                          |                                 |
| 27.–29. | Tour of Black Sea                        | 2.2  | Ramunas Navardauskas                       | Nationalmannschaft Litauen      |
| 27.     | Famenne Ardenne Classic                  | 1.1  | Guillaume Boivin                           | Israel Cycling Academy          |

## Oktober
| Datum | Rennen                      | Kat. | Sieger               | Team                            |
| ----- | --------------------------- | ---- | -------------------- | ------------------------------- |
| 2.    | Binche–Chimay–Binche        | 1.1  | Danny van Poppel     | Team Lotto NL-Jumbo             |
| 3.    | Sparkassen Münsterland GIRO | 1.HC | Max Walscheid        | Team Sunweb                     |
| 4.    | Paris–Bourges               | 1.1  | Valentin Madouas     | Groupama-FDJ                    |
| 6.    | Giro dell’Emilia            | 1.HC | Alessandro De Marchi | BMC Racing Team                 |
| 6.    | Tour de Vendée              | 1.1  | Nico Denz            | AG2R La Mondiale                |
| 7.    | Gran Premio Beghelli        | 1.HC | Bauke Mollema        | Trek-Segafredo                  |
| 7.    | Paris–Tours                 | 1.HC | Søren Kragh Andersen | Team Sunweb                     |
| 7.    | Piccolo Giro di Lombardia   | 1.2U | Robert Stannard      |                                 |
| 7.    | Paris–Tours (U23)           | 1.2U | Marten Kooistra      | SEG Racing Academy              |
| 9.    | Tre Valli Varesine          | 1.HC | Toms Skujins         | Trek-Segafredo                  |
| 10.   | Mailand–Turin               | 1.HC | Thibaut Pinot        | Groupama-FDJ                    |
| 11.   | GranPiemonte                | 1.HC | Sonny Colbrelli      | Bahrain-Merida                  |
| 13.   | Tacx Pro Classic            | 1.1  | Peter Schulting      | Monkey Town Continental Team    |
| 13.   | De Kustpijl                 | 1.2  | Timothy Stevens      | Cibel-Cebon                     |
| 14.   | Chrono des Nations          | 1.HC | Martin Toft Madsen   | BHS-Almeborg Bornholm           |
| 14.   | Chrono des Nations (U23)    | 1.2U | Mathias Norsgaard    | Riwal CeramicSpeed Cycling Team |

## Gesamtwertung
(Endstand: 21. Oktober 2018)
| Platz | Fahrer             |             | Team | Punkte |
| ----- | ------------------ | ----------- | ---- | ------ |
| 1.    | Hugo Hofstetter    | Frankreich  | COF  | 1028   |
| 2.    | Pascal Ackermann   | Deutschland | BOH  | 1020   |
| 3.    | Timothy Dupont     | Belgien     | WGG  | 996    |
| 4.    | Alejandro Valverde | Spanien     | MOV  | 959    |
| 5.    | Tim Wellens        | Belgien     | LTS  | 831    |

| Platz | Team                        |             | Punkte |
| ----- | --------------------------- | ----------- | ------ |
| 1.    | Wanty-Groupe Gobert         | Belgien     | 4043   |
| 2.    | Cofidis, Solutions Crédits  | Frankreich  | 3434   |
| 3.    | Androni Giocattoli-Sidermec | Italien     | 3012   |
| 4.    | Direct Énergie              | Frankreich  | 2846   |
| 5.    | Roompot-Nederlandse Loterij | Niederlande | 2747   |

| Platz | Nation      | Punkte  |
| ----- | ----------- | ------- |
| 1.    | Belgien     | 5489    |
| 2.    | Italien     | 5335,8  |
| 3.    | Frankreich  | 5111    |
| 4.    | Niederlande | 4410,12 |
| 5.    | Spanien     | 4134    |